# Rivière du Banc de Sable (vattendrag i Kanada, lat 49,49, long -71,93)
Rivière du Banc de Sable är ett vattendrag i Kanada.   Det ligger i provinsen Québec, i den östra delen av landet, 500 km nordost om huvudstaden Ottawa.
I omgivningarna runt Rivière du Banc de Sable växer i huvudsak blandskog. Trakten runt Rivière du Banc de Sable är nära nog obefolkad, med mindre än två invånare per kvadratkilometer.